# Els Tres d'Angola
Els Tres d'Angola van ser tres presos afroamericans (Robert King, Herman Wallace i Albert Woodfox) que van ser reclosos durant quatre dècades en règim d'aïllament durant el compliment de penes al centre penitenciari estatal de Louisiana (coneguda com a «Angola»). El primer, Robert King, va ser condemnat per un assassinat el 1973 i va passar 29 anys en règim d'aïllament abans que la seva condemna fos revocada per un recurs d'apel·lació. Va ser posat en llibertat el 2001 després d'arribar a un acord de culpabilitat.
Herman Wallace i Albert Woodfox van ser acusats l'abril de 1972 per l'assassinat d'un oficial correccional de la presó i condemnats el gener de 1974. Wallace i Woodfox van complir més de 40 anys cadascun en aïllament, considerat com «el període més llarg de confinament solitari a la història penitenciària nord-americana». Al final de la dècada de 1990, es va avaluar cada sentència i activistes de drets humans van començar a treballar perquè s'apel·lessin els casos i s'anul·lessin les condemnes, a causa dels dubtes plantejats sobre els judicis originals.
El juliol del 2013, Amnistia Internacional va demanar l'alliberament de Herman Wallace, de 71 anys, a qui havien diagnosticat càncer de fetge terminal. Va ser posat en llibertat l'1 d'octubre d'aquell any. L'estat, però, el va acusar novament dos dies després. No obstant això, va morir el 4 d'octubre del 2013, abans que pogués ser arrestat de nou. El 20 de novembre del 2014, el Tribunal d'Apel·lacions dels Estats Units va revocar la sentència de Woodfox. A l'abril de 2015, el seu advocat va sol·licitar una ordre d'alliberament incondicional, que es va decidir el 10 de juny següent, i va ser posat en llibertat el 19 de febrer de 2016, després que la fiscalia va acordar abandonar el seu intent d'un nou judici i acceptar la seva súplica de no disputar càrrecs menors de robatori i homicidi involuntari. Després de sortir, va declarar que «estava esperant provar la meva innocència en un nou judici, però les preocupacions sobre la meva salut i la meva edat m'han portat a resoldre aquest cas ara i obtenir el meu alliberament».

## Empresonament inicial
Herman Wallace i Albert Woodfox van ser condemnats, el primer per robatori a un banc, i el segon, per robatori a mà armada a 50 anys de presó. Tots dos van ser enviats a la presó d'Angola el 1971.
Woodfox va escapar del tribunal de la parròquia d'Orleans durant la seva audiència de sentència i va fugir a Harlem, a la ciutat de Nova York, on va ser capturat i empresonat tot esperant l'extradició a Louisiana. Durant aquest període va conèixer per primera vegada a membres del Partit Pantera Negra, el grup ensenyava als reclusos a llegir i organitzaven debats polítics. Aquests ensenyaments van donar una direcció i un significat moral nou en la seva personalitat, es va unir a les Panteres Negres i va mantenir la seva connexió amb exmembres després que aquesta es dissolgués. Va començar a aprendre tant de la història afroamericana com del sistema de justícia. Quan va tornar a Louisiana, va ser empresonat a Angola, i s'hi va convertir en membre de les Panteres Negres. Tant Woodfox com ell estaven entre els activistes que buscaven millorar les condicions dels reclusos a la presó. Van ajudar a organitzar l'educació d'altres presos, i les peticions i vagues de fam per protestar contra la segregació racial dins de la presó que causaven violacions i violència generalitzades. Això va causar l'assetjament de l'administració de la presó als presoners políticament actius.
L'endemà que un guàrdia de la presó morís cremat el 1972, el guàrdia Brent Miller de 23 anys, va ser trobat mort per múltiples punyalades. Woodfox i Wallace van ser acusats i condemnats pel seu assassinat, encara que no hi havia proves físiques que els vinculessin, els testimonis eren febles i es van retenir les proves exculpatòries. Robert King també havia estat condemnat i declarat culpable el 1973 d'un assassinat, però no va ser assignat a Angola, sinó fins després de l'assassinat de Miller (va assegurar que va ser acusat d'actuar com a «advocat de presó» per als reclusos). A tots tres se'ls va retirar de la població general i van ser reclosos en confinament solitari.

## La investigació de Rahim i Fleming
El 1997 l'activista comunitari Malik Rahim, exmembre de les Panteres Negres, juntament amb el jove advocat Scott Fleming, que havia treballat com a defensor de presoners quan era estudiant de dret, es va assabentar que King, Wallace i Woodfox seguien empresonats en confinament solitari (Wallace li havia escrit a Fleming demanant-li ajuda). Ells van iniciar una investigació del cas, les conclusions del qual van desafiar les investigacions originals a Angola sobre l'assassinat del guàrdia Miller, i també va plantejar preguntes sobre la conducta dels judicis originals dels presoners el 1972. Anita Roddick, fundadora de Body Shop i coneguda pel seu activisme de drets civils, va estudiar el cas de Fleming i va ajudar a crear consciència internacional sobre els Tres d'Angola.

## Apel·lacions i transferències

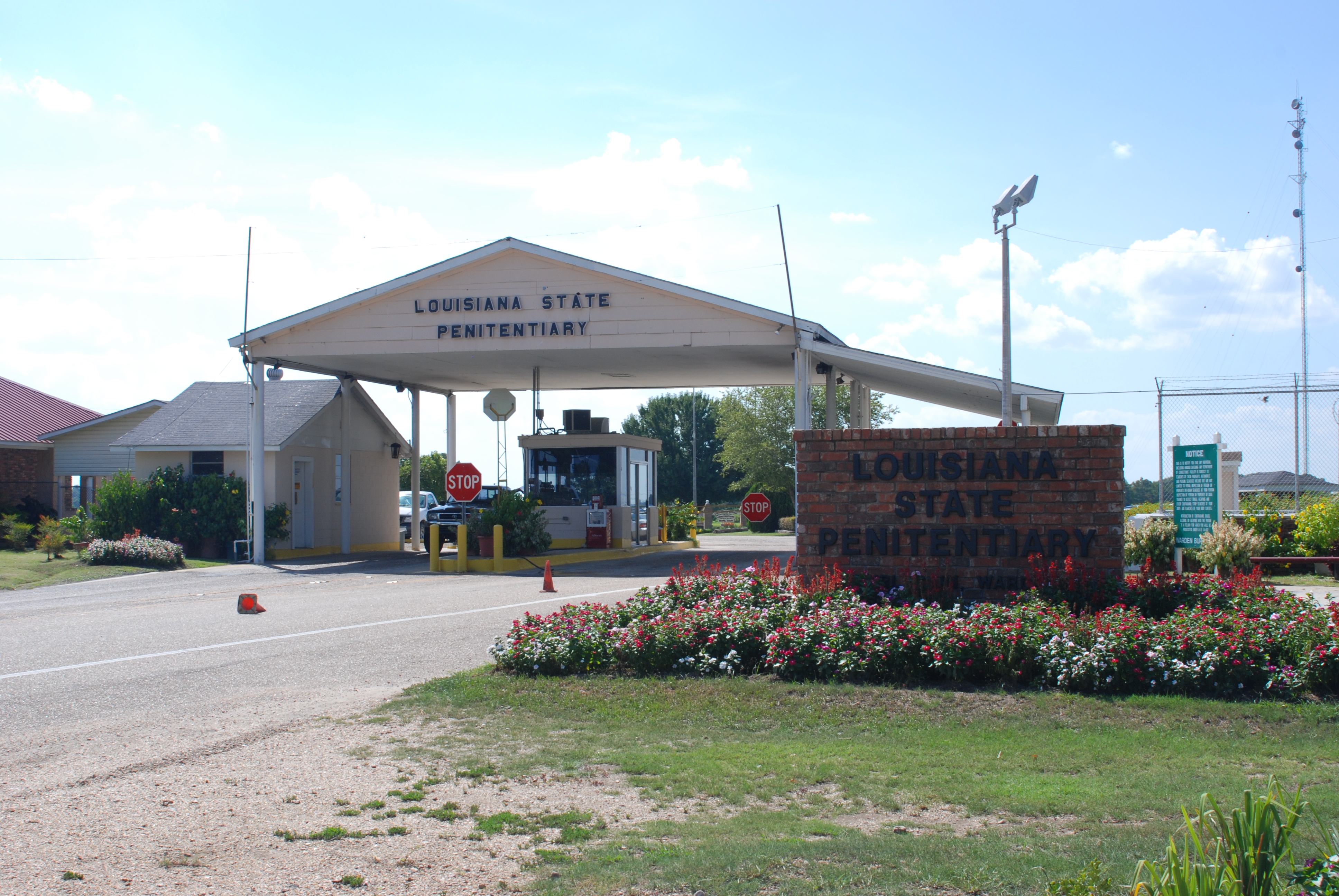
Centre penitenciari estatal de Louisiana.

El 1993 la condemna de Woodfox per l'assassinat de Miller va ser revocada, per raons constitucionals d'assessorament inadequat durant el primer judici. L'estat el va acusar ràpidament aquell mateix any i el 1998 va ser condemnat per segona vegada per assassinat.
El 2001, en apel·lació, va ser revocada la condemna de 1973 contra King, per càrrecs no relacionats amb l'assassinat de Miller. El tribunal va ordenar un nou judici, si bé l'estat tenia l'opció de desestimar els càrrecs, va tornar a acusar King. Abans d'anar a judici, el fiscal li va oferir un acord de declaració de culpabilitat, la sentència va ser compensada pel temps que ja havia complert. King va acceptar ser culpable per ser alliberat després de 29 anys en règim d'aïllament. Va ser alliberat aquell mateix any, el primer dels tres d'Angola a rebre la llibertat.
L'any 2000, els Tres d'Angola van presentar una demanda civil contra el Departament de Correccionals de Louisiana «denunciant la pràctica inhumana i cada vegada més generalitzada del confinament solitari a llarg termini». En data de 2016, aquesta demanda encara estava pendent.
Mentre la demanda civil dels homes i les apel·lacions dels seus casos estaven pendents, el març del 2008, Woodfox i Wallace van ser traslladats a un dormitori de màxima seguretat d'Angola. Cadascú havia estat reclòs durant 36 anys en règim d'aïllament. El representant estatal Cedric Richmond (de Nova Orleans) va rebre permís per visitar-los, cosa que les autoritats poques vegades concedien. Li va dir a un reporter de NPR que creia que havien estat traslladats de l'aïllament a causa de la creixent pressió política sobre el cas, així com de la demanda civil dels homes contra l'estat respecte al confinament en aïllament.
Woodfox va tenir dues audiències d'apel·lació en un tribunal de districte federal (novembre del 2008 i maig del 2010), cosa que va resultar en l'anul·lació de la segona condemna i se li va atorgar l'habeas corpus complet. Les decisions del tribunal federal de districte van ser anul·lades pel tribunal federal d'apel·lacions del cinquè districte. Immediatament després de la primera audiència d'apel·lació de Woodfox el novembre de 2008, tots dos homes van ser trets del dormitori de màxima seguretat, separats i tornats a confinament solitari. El març de 2009, Wallace, juntament amb 15 reclusos d'Angola, van ser traslladats al centre correccional Elayn Hunt i col·locats en un nou nivell d'aïllament de cel·la tancada. L'estat va argumentar que això no era «confinament solitari».
El novembre del 2010, Woodfox va ser traslladat d'Angola al centre correccional David Wade, que és a set hores al nord de Nova Orleans i distant de la seva família i seguidors. Tant Wallace com Woodfox, que havien complert les seves condemnes originals per robatori a mà armada, van patir diversos problemes mèdics, alguns deguts en part a les condicions de confinament i al seu forçat sedentarisme. Els funcionaris de la presó havien mantingut durant molt de temps que la raó per mantenir tots dos reclusos en aïllament era la preocupació que instigarien un aixecament de la presó a causa de la seva participació dins del partit Panteres Negres.
El juliol del 2013, Wallace va ser diagnosticat de càncer de fetge que equivocadament es pensava que només era una afecció estomacal. L'equip de defensa de Wallace havia presentat un recurs d'habeas corpus, en què va declarar que no havia rebut un judici just i que, per tant, l'estat l'havia detingut il·legalment. L'octubre d'aquell any, el jutge federal de districte Brian A. Jackson va dictaminar que Wallace no havia rebut un judici just perquè no es van incloure dones al seu jurat i en va ordenar l'alliberament immediat. L'estat va anunciar la seva intenció de tornar a acusar Wallace per l'assassinat de Miller, però va morir el 4 d'octubre del 2013, tres dies després de ser alliberat de la presó.
El març del 2013, un jutge de la Cort del districte federal de Nova Orleans va anul·lar la segona condemna de Woodfox, i va dictaminar que es basava en motius de discriminació racial perquè s'havia nomenat un president blanc per al gran jurat, i que això era part d'un patró de pràctica discriminatòria que es realitza a l'estat. El fiscal general de Louisiana, James Caldwell, va prometre apel·lar la decisió del Tribunal de districte i va dir: «Estem segurs que tornarem a prevaldre al Tribunal d'Apel·lacions del Cinquè Circuit. Tanmateix, si no ho fem, estem completament preparats i disposats a tornar a jutjar aquest assassí».
El 20 de novembre del 2014, un panell de tres jutges del cinquè circuit va confirmar per unanimitat l'opinió del tribunal inferior que la condemna de Woodfox havia estat discriminació racial. En concloure que aquesta acció equivalia a una violació de la constitució dels Estats Units, els jutges van rebutjar la condemna. L'estat de Louisiana es va negar a alliberar-lo, en espera de la seva decisió de seguir un nou judici contra ell. La presó també es va negar a treure'l de la cel·la d'aïllament. El 12 de febrer del 2015, l'estat el va acusar per tercera vegada per l'assassinat de Brent Miller. El 8 de juny del mateix any, el jutge federal de districte James Brady va ordenar el seu alliberament, després d'haver revocat la segona condemna per l'assassinat del guàrdia Miller. El seu ordre va prohibir fer un tercer judici, ja que va assenyalar que la majoria dels testimonis havien mort i creia que era poc probable que Woodfox pogués guanyar un judici just.
Quatre dies després, la majoria jutges del tribunal d'apel·lacions del cinquè circuit dels Estats Units d'Amèrica va revocar la decisió de Brady. Va indicar que l'estat podria mantenir Woodfox a la presó fins que es resolgués l'assumpte i que podria organitzar un tercer judici. El jutge dissident, James L. Dennis, va estar d'acord amb el jutge Brady que l'estat no havia aconseguit posar remei al problema de la discriminació racial (en el segon judici). El jutge Dennis va assenyalar que més d'una dotzena de testimonis, inclòs l'únic testimoni presumpte de l'estat de l'assassinat i dos testimonis coartada per a l'acusat ja no eren vius.
L'estat va anunciar que jutjaria Woodfox per assassinat per tercera vegada, però li va oferir un acord de culpabilitat després de negociar amb la defensa. Va ser alliberat en funció del temps complet el 19 de febrer de 2016 al seu seixanta-novè aniversari, ja que havia pagat el total de les penes per aquests crims.

## Excarceracions

### Robert King

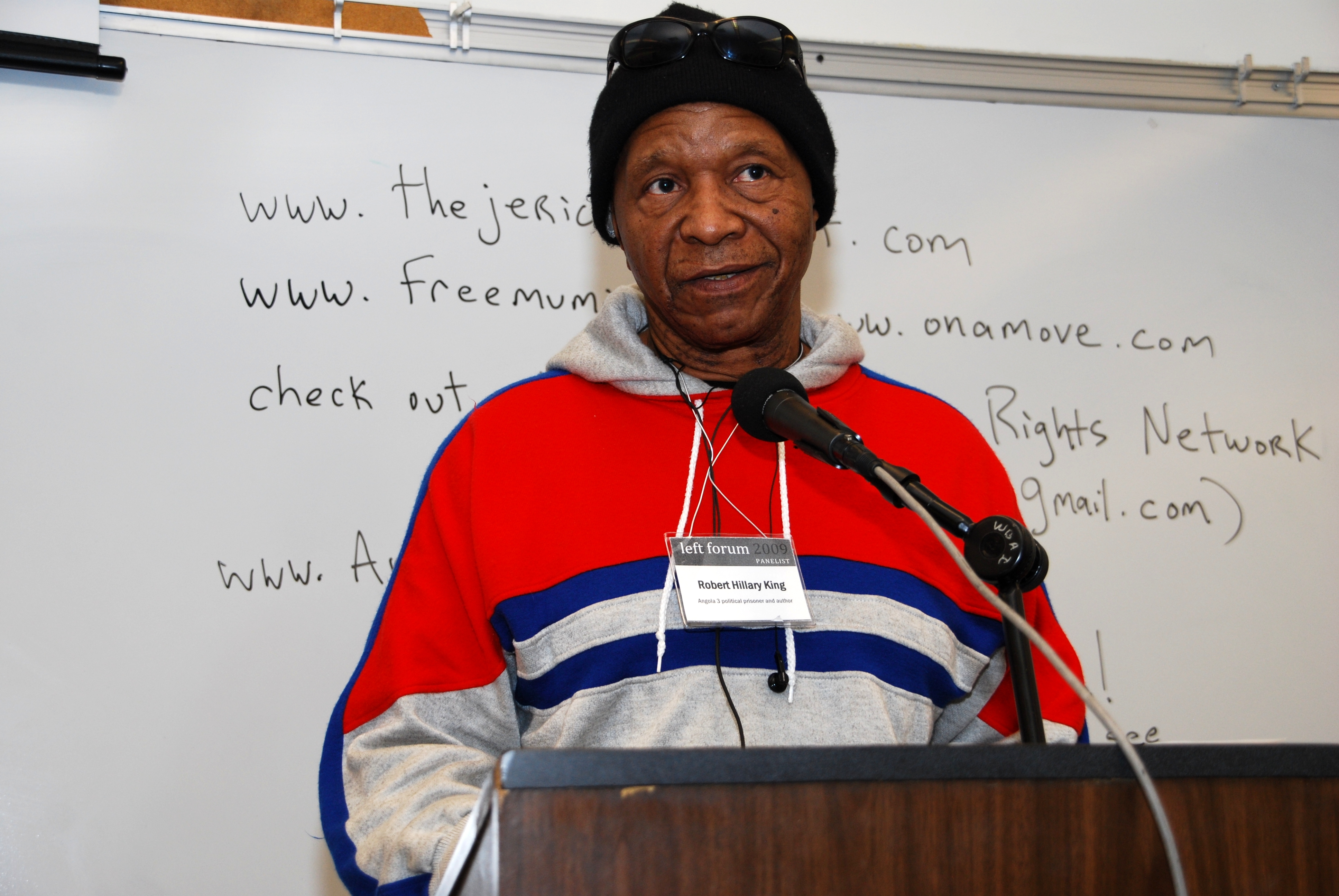
Robert King.

King va ser alliberat el 2001, després de 29 anys en règim d'aïllament. La seva primera condemna va ser revocada en apel·lació i es va declarar culpable pel delicte de conspiració per cometre un assassinat.

### Herman Wallace
El juliol del 2013, Amnistia Internacional va demanar l'alliberament de Herman Wallace per raons humanitàries: «Wallace té 71 anys i té càncer de fetge avançat. Després de dècades de condicions cruels i una condemna que segueix sent qüestionada pels tribunals, ha de ser posat en llibertat immediatament amb la família perquè pugui ser atès humanament durant els últims mesos». Havent estat transferit a la unitat de l'hospital a la seva presó, l'1 d'octubre de 2013, Wallace va rebre l'alliberament immediat del jutge principal del districte dels Estats Units, Brian A. Jackson de Baton Rouge, Louisiana, cosa que va posar fi a l'empresonament quaranta anys en règim d'aïllament. El tribunal va revocar la condemna de Wallace a l'assassinat de Miller, basada en l'exclusió inconstitucional de les dones com a membres del jurat, en violació de la 14a esmena. L'estat va decidir enjudiciar-ho novament per l'assassinat de Miller, encara que s'estava malalt de càncer de fetge.
Wallace va ser portat a la casa d'un amic proper a Nova Orleans. L'estat va apel·lar les ordres del jutge, amb la intenció de mantenir Wallace a la presó. Quan el fiscal de districte d'East Baton Rouge, Hillar Moore, va apel·lar l'ordre del jutge Jackson, aquest va respondre amb l'amenaça d'acusar-lo de desacatament al tribunal.
Jackie Sumell, partidari de Wallace, el va visitar al centre mèdic de la Universitat Estatal de Louisiana a Nova Orleans després del seu alliberament. Ella va dir: «Aquesta és una victòria tremenda i un miracle que Herman Wallace mori com un home lliure» i va continuar: «Ha tingut 42 anys mantenint la seva innocència en confinament solitari, i si les últimes respiracions són com un home lliure, hem guanyat».

### Albert Woodfox

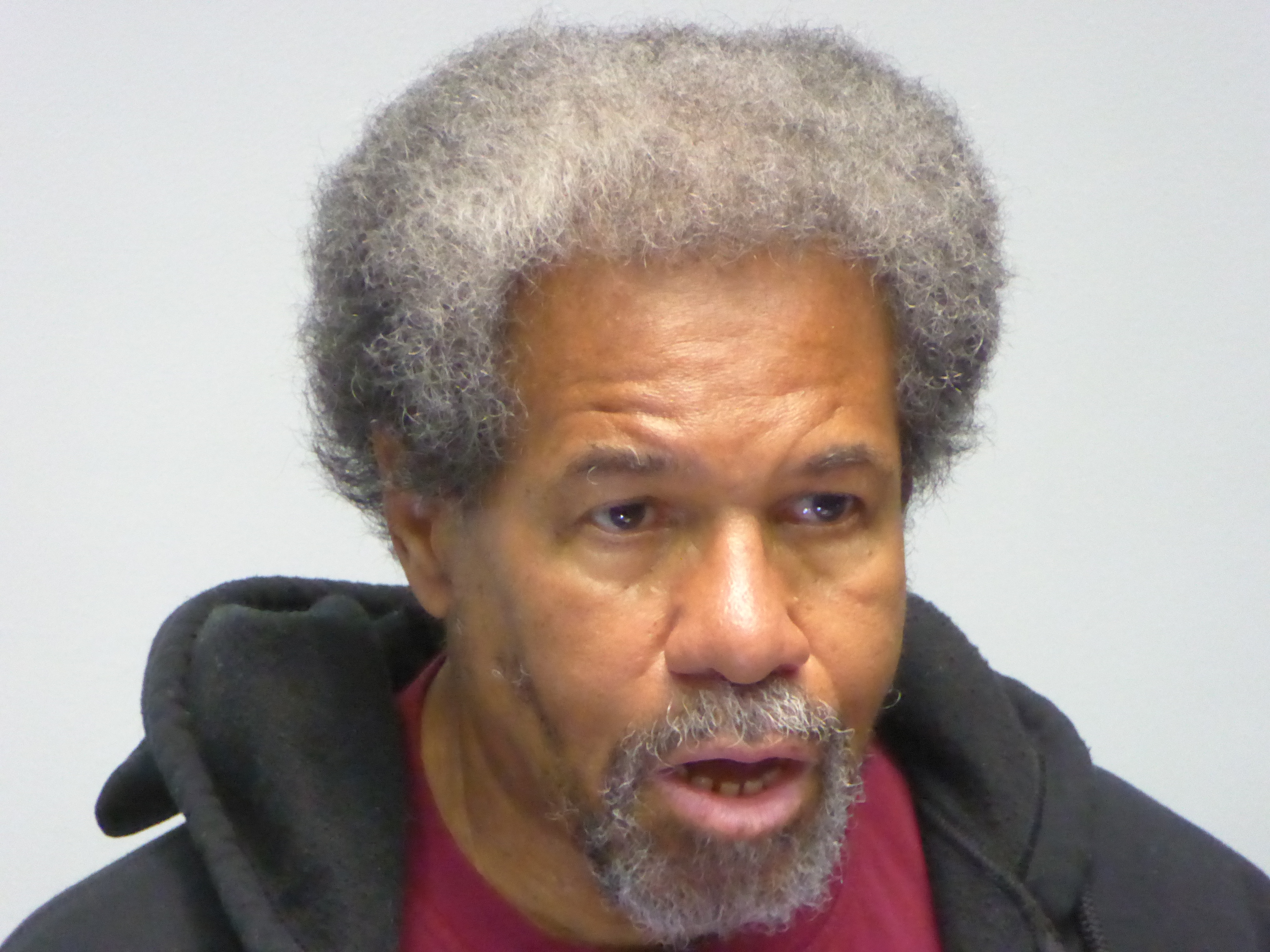
Albert Woodfox.

L'ONG Amnistia Internacional va demanar l'alliberament de Woodfox després de l'alliberament de Wallace. Havia estat reclòs en règim d'aïllament des del 1972. Després de diversos contratemps judicials, Woodfox finalment va ser alliberat de la presó el febrer de 2016, després de ser empresonat durant 45 anys, 43 dels quals en règim d'aïllament. En aquell moment, va parlar amb un periodista del The New York Times i va dir: «Quan vaig començar a entendre qui era, em considerava lliure». Es referia a aprendre a través de les Panteres Negres i llegir mentre estava a la presó sobre la seva història com a afroamericà i les desigualtats racials als Estats Units.
Posteriorment, Amnistia Internacional va celebrar el veredicte. Tessa Murphy, activista de l'organització en defensa dels drets humans als EUA, va assenyalar: «En la concessió de l'alliberament d'Albert Woodfox la cort federal ha fet un important pas cap a la solució de la injustícia i la crueltat que ha patit durant dècades».
Des del seu alliberament, Woodfox va escriure un llibre, Solitary: Unbroken by Four Decades in Solitary Confinement. My Story of Transformation and Hope (2019), sobre els seus primers anys de vida i quatre dècades a la presó. Dwight Garner, del The New York Times, va dir que el text era «extraordinàriament poderós».

## Oposició a l'excarceració
Els familiars de Brent Miller van continuar oposant-se a l'alliberament de Woodfox, un germà seu també era guia penitenciari i el seu pare amb un altre germà havien servit anteriorment com a guàrdia de la presó. Ells no van canviar d'opinió tot i la vacil·lació de testimonis i la falta d'evidència física del cas, però la vídua de Miller, Teenie Verret, va arribar a dubtar de la culpabilitat de Wallace i Woodfox. «Si no ho van fer això», diu, «i crec que no ho van fer, han estat vivint un malson».
Els funcionaris estatals van persistir en la seva oposició a l'alliberament dels reclusos. El fiscal general de Louisiana, James Caldwell, va dir el 2013 que s'oposava a alliberar els dos homes «amb cada fibra del meu ésser». Va dir també que mai no havien estat en confinament solitari, sinó que estaven en «unitats de cel·les protectores conegudes com a CCR —restricció de cel·les tancades—».

## Documentals

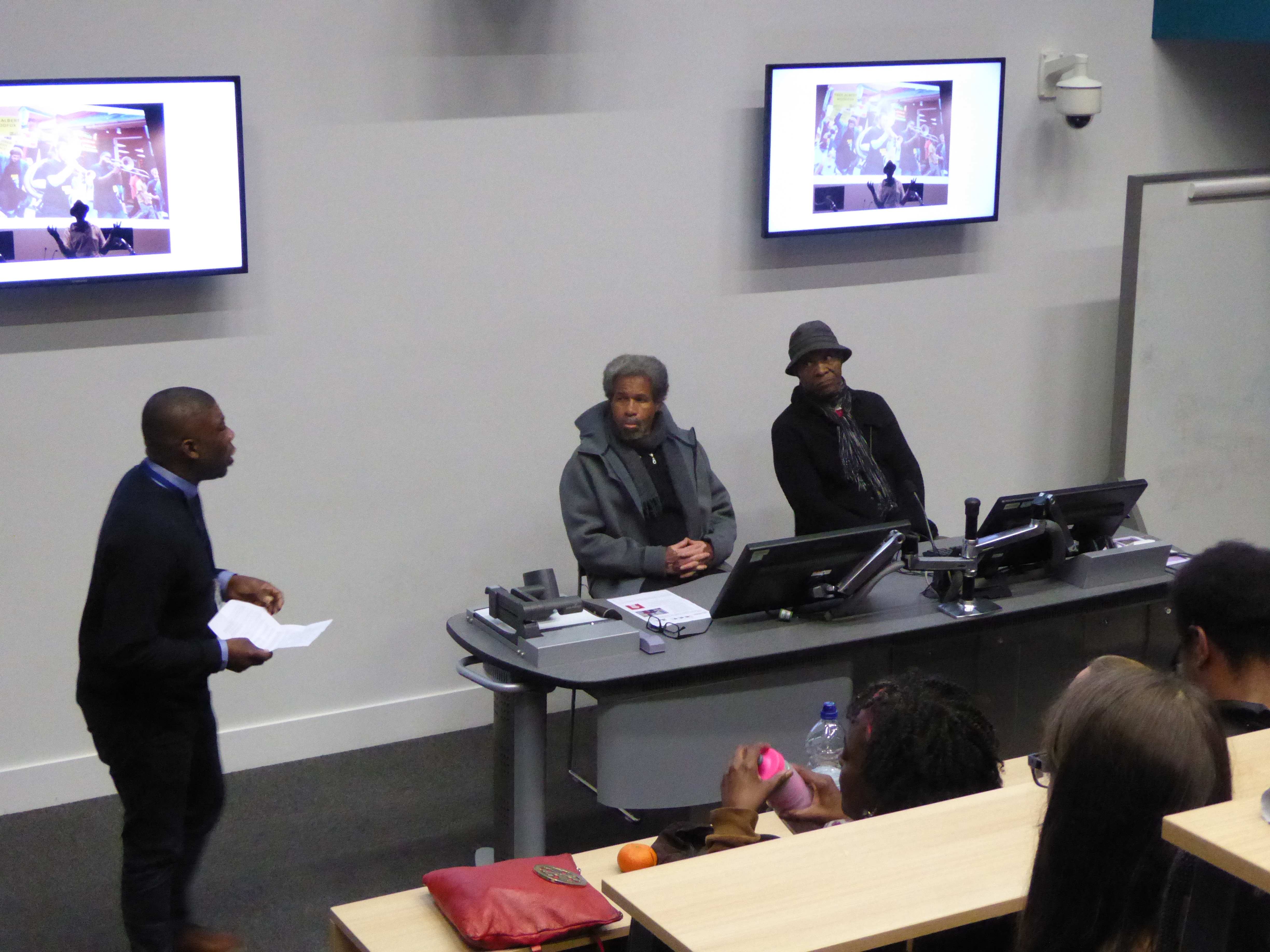
Woodfox i King en un esdeveniment dAngola Three a la Universitat metropolitana de Manchester, novembre de 2016.

Aquests casos van rebre interès nacional i internacional després de la publicitat relacionada amb l'alliberament de King el 2001. Els partidaris van muntar nous desafiaments mitjançant apel·lacions a la cort. Des del seu alliberament, King va treballar per a generar reconeixement internacional per als tres d'Angola. Va parlar del cas davant els parlaments dels Països Baixos, França, Portugal, Indonèsia, Brasil i el Regne Unit i sobre els presos polítics als Estats Units. King va ser rebut com a convidat i dignatari pel Congrés Nacional Africà a Sud-àfrica, on també es va entrevistar amb el clergue Desmond Tutu. Per la seva banda, Amnistia Internacional va afegir Wallace i Woodfox a la seva llista de vigilància de «presos polítics / presos de consciència».
Els Tres d'Angola van ser objecte de dos documentals: The Angola 3: Black Panthers i The Last Slave Plantation el 2006, produïts per Scott Crow i Ann Harkness; i In the Land of the Free el 2010, dirigida per Vadim Jean i narrada per Samuel L. Jackson. La pel·lícula presenta Robert King, entrevistes telefòniques amb Woodfox i Wallace, i entrevistes amb advocats i altres persones involucrades en els casos. Aquests inclouen la vídua del difunt guàrdia Brent Miller, que creu que els tres homes són innocents de l'assassinat del seu marit.
Herman Wallace va ser objecte d'un projecte d'art sociopolític titulat The House That Herman Built, produït per l'artista Jackie Sumell, que va preguntar a Wallace «com seria la casa dels seus somnis?» i ell va expressar la seva resposta en diversos mitjans. Angad Singh Bhalla va fer un llargmetratge documental, Herman's House l'any 2012, sobre el projecte de Sumell. Es va transmetre en l'àmbit nacional al programa POV de PBS, el 8 de juliol de 2013. La pel·lícula va ser seguida per un documental interactiu, The Deeper They Bury Me: A Call from Herman Wallace (2015).